# Internazionali Femminili di Palermo 2000
Torneo Internazionali Femminili di Palermo 2000 — жіночий тенісний турнір, що проходив на відкритих кортах з ґрунтовим покриттям у Палермо (Італія). Належав до турнірів 4-ї категорії в рамках Туру WTA 2000. Це був 13-й турнір Internazionali Femminili di Tennis di Palermo. Тривав з 10 до 16 липня 2000 року. Несіяна Генрієта Надьова здобула титул в одиночному розряді й отримала 16 тис. доларів США.

## Фінальна частина

### Одиночний розряд
Генрієта Надьова —  Павліна Нола, 6–3, 7–5
- Для Надьової це був 2-й титул в одиночному розряді за сезон і 9-й — за кар'єру.

### Парний розряд
Сільвія Фаріна-Елія /  Ріта Гранде —  Руксандра Драгомір /  Вірхінія Руано Паскуаль, 6–4, 0–6, 7–6(8–6)